# Xuân Chính
Xuân Chính là một xã thuộc huyện Kim Sơn, tỉnh Ninh Bình, Việt Nam.

## Địa lý
Xã Xuân Chính nằm ở phía đông bắc huyện Kim Sơn, có vị trí địa lý:
- Phía đông và phía bắc giáp huyện Yên Khánh
- Phía tây giáp xã Chất Bình
- Phía nam giáp tỉnh Nam Định.

Xã Xuân Chính có diện tích 6,94 km², dân số năm 2022 là 5.827 người, mật độ dân số đạt 839 người/km².

## Hành chính
Xã Xuân Chính được chia thành 13 thôn.

## Lịch sử
Địa bàn xã Xuân Chính hiện nay trước đây vốn là hai xã Xuân Thiện và Chính Tâm thuộc huyện Kim Sơn.
Ngày 22 tháng 7 năm 1964, Bộ Nội vụ ban hành Quyết định số 199/QĐ-NV về việc đổi tên xã Duy Tân thành xã Chính Tâm.
Trước khi sáp nhập, xã Xuân Thiện có diện tích 3,79 km², dân số là 2.623 người, mật độ dân số đạt 692 người/km². Xã Chính Tâm có diện tích 3,16 km², dân số là 3.019 người, mật độ dân số đạt 955 người/km².
Ngày 10 tháng 1 năm 2020, Ủy ban Thường vụ Quốc hội ban hành Nghị quyết số 861/NQ-UBTVQH14 về việc sắp xếp các đơn vị hành chính cấp xã thuộc tỉnh Ninh Bình (nghị quyết có hiệu lực từ ngày 1 tháng 2 năm 2020). Theo đó, thành lập xã Xuân Chính trên cơ sở nhập toàn bộ 3,79 km² diện tích tự nhiên, 2.623 người của xã Xuân Thiện và toàn bộ 3,16 km² diện tích tự nhiên, 3.019 người của xã Chính Tâm.
Sau khi thành lập, xã Xuân Chính có 6,95 km² diện tích tự nhiên và quy mô dân số 5.642 người.

## Kinh tế
Chợ Cách Tâm ở thôn Cách Tâm là một trong 11 chợ trên địa bàn huyện Kim Sơn trong danh sách các chợ loại 1, 2, 3 ở Ninh Bình.
Lao động trên địa bàn xã với ngành nghề chính là nông nghiệp: trồng lúa nước, chăn nuôi gia súc gia cầm (lợn, gà), trồng cây thuốc bắc (cây bạch chỉ), ngành nghề phụ là sản xuất đồ tiểu thủ công nghiệp (đan các sản phẩm từ bèo tây).

## Văn hóa
Trên địa bàn xã Xuân Chính có 11 nhà thờ Công Giáo đều thuộc giáo phận Phát Diệm, có 4 Giáo xứ và 7 Giáo họ gồm:
- Nhà thờ Giáo xứ Như Sơn
- Nhà thờ Giáo xứ Xuân Hồi
- Nhà thờ Giáo xứ Cách Tâm
- Nhà thờ Giáo xứ Mông Hưu
- Nhà thờ Giáo họ Lưu Thanh
- Nhà thờ Giáo họ Hàm Phu
- Nhà thờ Giáo họ Thành Đức
- Nhà thờ Giáo họ Huệ Địch
- Nhà thờ Giáo họ Năng An
- Nhà thờ Giáo họ Dũng Thúy
- Nhà thờ Giáo họ Công Tập.

Có miếu là miếu Cách Tâm và Đền Chỉ Thiện, trong đó Đền Chỉ Thiện được xếp hạng là Di tích lịch sử quốc gia.
Có 1 chùa đó là chùa Hàm Phu.